# Jürg Brühlmann
Jürg Brühlmann [bry:lman] (* 19. Juli 1956 in Aarau) ist ein Schweizer Industriedesigner und Ausstellungskurator. Sein bekanntestes Werk ist das Minibar-Railway-System für die Schweizerischen Bundesbahnen (SBB). Dieser 1990 gestaltete Servierwagen verkehrte auf allen Strecken der SBB und der Rhätischen Bahn (RhB). 1999 verantwortete er die Entwicklung der Ausstellung Read me über Die Welt der Zeichen und Buchstaben, die global konzipiert in Europa und Indien gezeigt wurde. 2001 gründete er zusammen mit Anja Bodmer die Spinform AG in Schönenwerd. Ab 2008 gestaltete er die Sammlung Industriekultur der Familie Bally. Brühlmann gehört zur dritten Generation der Schweizer Industriedesigner.

## Leben
Aufgewachsen in Aarau, Schweiz, wurde Jürg Brühlmann nach dem Besuch der Primar- und Bezirksschule am Vorkurs der Kunstgewerbeschule Zürich zugelassen. Er machte im Anschluss eine Lehre als Hochbauzeichner im Architekturbüro Schneider und Wasmer in Aarau. 
1978 trat er in die Fachklasse für Innenarchitektur und Produktgestaltung der Kunstgewerbeschule Zürich ein, wo er 1982 das Diplom als Produktgestalter machte. 1982 absolvierte Brühlmann eine mehrwöchige Studienreise nach Holland und machte die Bekanntschaft von Designern wie Friso Kramer Ahrend Group Amsterdam, Wim Quist Rotterdam, Vormgeversassociatie Arnheim und Paul Mijksenaar Amsterdam. Im gleichen Jahr eröffnete er sein eigenes Designbüro in Zürich. Zu seinen ersten Auftraggebern zählten das Museum für Gestaltung Zürich, die Camille Graeser Stiftung Zürich, die Architekten Heidi und Peter Wenger Brig und die Schweizerische Speisewagen-Gesellschaft (SSG), Olten. 1983 wurde er Mitglied in der Suisse Design Assoziation SDA (damals SID), von 1986 bis 1999 war er deren Vorstandsmitglied. Von der Ikea Stiftung Schweiz erhielt er 1983 ein Stipendium für die Forschung und Entwicklung von Kleinmöbeln aus Folienkunststoffen. 1984 erhielt Brühlmann eine Anerkennung für den von ihm für die SSG entworfenen Minibar-Wagen vom Braun Preis Kronberg. Die von Brühlmann kuratierte Ausstellung über den Ingenieur Hans Hilfiker im Museum für Gestaltung Zürich machte den Anfang der Ausstellungsreihe Schweizer Designpioniere. Es folgten die Ausstellungen Willy Guhl (1985), Hans Coray (1986), anonymes Design (1987), Jacob Müller (1988) und Wilhelm Kienzle (1992). 
Ab 1986 hatte Jürg Brühlmann ein zweites Designbüro in Lenzburg und gab 1989 sein Büro in Zürich auf. 1987 bis 1989 entwarf Brühlmann im Auftrag des EWZ Elektrizitätswerk der Stadt Zürich zusammen mit dem Architekten Peter Eberhard, dem Landschaftsarchitekten Stefan Rotzler und dem Elektroingenieur Markus Real sowie der Elektrowatt AG prototypische Solarkraftwerke im Kanton Graubünden. Die Planung führte nicht zur Realisation. 1990 bis 1994 erarbeitete Brühlmann das Ausstellungskonzept für das Panorama der Schweizer Geschichte für das Landesmuseum Zürich. Die Architekten waren Scheitlin und Sifrig und Hans Steiner. 1990 begann die Zusammenarbeit mit der Grafikerin und Szenografin Anja Bodmer, zudem erhielt er in diesem Jahr den Design Preis Schweiz für die Minibar im Zug. 
1992 erhielt Brühlmann das Stipendium der Schweizerischen Eidgenossenschaft für angewandte Gestaltung für die Minibar der SSG. Für das Jubiläum der Firma Zehnder in Gränichen gestaltete Jürg Brühlmann 1994 das Buch «Zehndergeschichte» mit dem Autor Andreas Steigmeier. Das Buch wurde 1995 vom ADC Art Directors Club New York mit einer Anerkennung bedacht. Seither wirkt Brühlmann als Designberater im Unternehmen für spezielle Aufgaben, so 2000 für die Einrichtung des Showrooms oder 2014 für die Planung und Einrichtung der Academy, dem Firmeninternen Schulungszentrums. 
1999 eröffneten Anja Bodmer und Adrian Frutiger die von Jürg Brühlmann kuratierte Ausstellung «Read me – mit Adrian Frutiger durch die Welt der Zeichen und Buchstaben» im Kornhausform Bern mit den Bundesräten Moritz Leuenberger und Pascal Couchepin. Die Ausstellung reiste 2000 ins indische Ahmedabad und wurde im NID National Institut of Design gezeigt. Jürg Brühlmann und Anja Bodmer waren zu dieser Zeit im NID als Gastreferenten und hatten ihr eigenes Büro im NID. Im gleichen Jahr folgte die Präsentation der Ausstellung «read me» an der 19. Graphic Biennale in Brno. 
Das Büro Brühlmann wurde 2001 in eine Aktiengesellschaft umgewandelt, mit Anja Bodmer und Jürg Brühlmann als Hauptaktionären, und firmierte neu unter dem Namen Spinform AG. Ein Jahr später erfolgte 2002 der Umzug von Lenzburg nach Schönenwerd in die ehemaligen Fabrikhallen der Bally Schuhfabriken AG. Spinform gestaltete die Schauräume von Neuco AG Zürich 2005 und EAO AG Olten 2007. Für die Firma R. Nussbaum AG Olten gestalteten Jürg Brühlmann und Anja Bodmer von 2000 bis 2017 fast sämtliche grafischen Unterlagen, Ausstellungen, Jubiläen, Messen, Schauräume, Kundenhaus und Filialen. In dieser Zeit war die Spinform AG stark gewachsen. Der Design-Auftritt der R. Nussbaum AG entwickelte sich zu einem modernen Corporate Design. 2010 gestaltete das Duo Brühlmann-Bodmer die Ausstellung zum 100-Jahr-Jubiläum vom ersten Flug über die Alpen von Geo Chavez von Brig nach Domodossola. Im Anschluss an dieses Projekt konnten Jürg Brühlmann und Anja Bodmer die Dauerausstellung Passage Simplon im Stockalperschloss in Brig neu einrichten. Gleichzeitig wurde Jürg Brühlmann Gründungsmitglied der Stiftung Heidi und Peter Wenger Architekten in Brig. Ab 2008 begann die Zusammenarbeit mit der Ballyana-Sammlung für Industriekultur Schönenwerd. Unter der Leitung von Philipp Abegg konnten Jürg Brühlmann und Anja Bodmer die Dauerausstellung und zahlreiche Sonderausstellungen und Ausstellungserweiterungen einrichten, wie die Ausstellung Bally Monsieur, die 2019 eröffnet wurde. Die seit 2005 begonnene Beschäftigung mit Signaletik und WayFinding für die Stadt Aarau setzte sich in Lenzburg fort und fand eine Entsprechung dazu 2019 in der neuen Signaletik für die Stadt Zofingen. 2017 begann auch die Zusammenarbeit mit der Zentralbibliothek Zürich für die Signaletik in den frei zugänglichen Magazinen im Untergeschoss.

## Auszeichnungen
- 1983: Braun Preis, Kronberg, DE
- 1990: Leistungspreis, Schule für Gestaltung Zürich
- 1991: Stipendium für angewandte Gestaltung, Bern
- 1992: Eidgenössisches Stipendium für angewandte Kunst Minibar-Railway-System für die Schweizerischen Bundesbahnen (SBB)
- 1992: Design Preis Schweiz, Solothurn
- 1993: Design Review New York City
- 1995: Good Design, Chicago
- 1996: Art Directors Club NYC
- 1997: Design Austria, Wien
- 1999: Unterstützungsbeitrag für die Ausstellung «read me – mit Adrian Frutiger durch die Welt der Zeichen und Buchstaben», Präsentation im Ausland Pro Helvetia, Zürich
- 2000: 19th Int. Graphic Biennale Brno, CZ
- 2002: Graphic Design Istanbul, TR
- 2008: Swiss Grafic Design, Fribourg

## Publikationen
- Domus Nr. 771, Milano 1995: Beitrag über den Folding-Kajak, Entwicklung, Konstruktion, Formgebung S. 66
- Made in Switzerland. Verlag Hochparterre, Bundesamt für Kultur, 1997. (Portrait und Beitrag über den Designer Jürg Brühlmann und das Minibar-Railway-System) ISBN 3-9520855-5-3, S. 130
- 19th Int. Biennale of Graphic Design, Moravian Gallery, Brno CZ, 2000. (Präsentation der Ausstellung "Read me"), ISBN 80-7027-076-4 S. 200
- Hans Werner Bossert – Designer und Freund. In: Hochparterre, Nr. 6/7, 2006. (Portrait über einen fiktiven Schweizer Designpionier)
- Hrsg. mit Anja Bodmer: Read me – mit Adrian Frutiger durch die Welt der Zeichen und Buchstaben. Verlag Hochparterre, 2008, ISBN 978-3-909928-09-5.
- Jürg Brühlmann: Heidi und Peter Wenger. Architekten-Architectes. Rotten Verlag, 2010, ISBN 978-3-905756-69-2. (Architekturmonografie über das Architektenpaar aus Brig)
- In: Die Bahnhofsuhr, ein Mythos des Designs in der Schweiz. Publikation von Mondaine-Uhren über die Uhr von Hans Hilfiker, 2013. (Beitrag über die Begegnung mit Hans Hilfiker), ISBN 9783909928217 S. 26
- In: Die wahre Geschichte vom Landistuhl. Sonderheft Hochparterre für Vitra über Hans Coray und den Landistuhl. 2014. (Beitrag über den Entwurf von Hans Coray)
- In: Baukultur im Kanton Wallis 1920 bis 1975 Publikation Kanton Wallis, 2014. (Zahlreiche Beiträge zu Gebäuden der Walliser Architekten Heidi + Peter Wenger), ISBN 978-3-909928-25-5 S. 84, S 112, S. 115
- In: 800 Jahre Brig. Publikation zur Stadtgeschichte. 2015. (Beitrag und Portrait über das Architektenpaar Heidi und Peter Wenger aus Brig) ISBN 978-3-906118-39-0 S. 225
- In: International Graphic Design Exhibition Book on the occasion of exhibitions held on 9 – 17. Mai 2002 at MSU Osman Galleries, S. 203
- In: Reihe Schweizer Design-Pioniere 5 «Jacob Müller – Handwerk, Technologie, Experiment» im Museum für Gestaltung Zürich ISBN 3-907065-32-8 S. 11
- In: Eidgenössisches Stipendium für angewandte Kunst 1992 S. 34